# كاوتوكاينو
كاوتوكاينو أو غوفداغيايدنو (بالنرويجية: Kautokeino)‏ هي بلدية في مقاطعة فينمارك، النرويج. المركز الإداري للبلدية هي قرية كاوتوكاينو. من بين القرى الأخرى في البلدية لابولوبال وماسي. تعد أكبر بلدية في البلاد من حيث المساحة وأقل بلدية من حيث الكثافة السكانية.

## المناخ
يظهر الجدول التالي التغييرات المناخية على مدار السنة لكاوتوكاينو:
| البيانات المناخية لـكاوتوكاينو    | البيانات المناخية لـكاوتوكاينو | البيانات المناخية لـكاوتوكاينو | البيانات المناخية لـكاوتوكاينو | البيانات المناخية لـكاوتوكاينو | البيانات المناخية لـكاوتوكاينو | البيانات المناخية لـكاوتوكاينو | البيانات المناخية لـكاوتوكاينو | البيانات المناخية لـكاوتوكاينو | البيانات المناخية لـكاوتوكاينو | البيانات المناخية لـكاوتوكاينو | البيانات المناخية لـكاوتوكاينو | البيانات المناخية لـكاوتوكاينو | البيانات المناخية لـكاوتوكاينو |
| الشهر                             | يناير                          | فبراير                         | مارس                           | أبريل                          | مايو                           | يونيو                          | يوليو                          | أغسطس                          | سبتمبر                         | أكتوبر                         | نوفمبر                         | ديسمبر                         | المعدل السنوي                  |
| --------------------------------- | ------------------------------ | ------------------------------ | ------------------------------ | ------------------------------ | ------------------------------ | ------------------------------ | ------------------------------ | ------------------------------ | ------------------------------ | ------------------------------ | ------------------------------ | ------------------------------ | ------------------------------ |
| الدرجة القصوى °م (°ف)             | 7.0 (44.6)                     | 7.0 (44.6)                     | 7.6 (45.7)                     | 12.0 (53.6)                    | 28.0 (82.4)                    | 29.8 (85.6)                    | 29.1 (84.4)                    | 28.2 (82.8)                    | 22.8 (73.0)                    | 13.3 (55.9)                    | 7.6 (45.7)                     | 7.2 (45.0)                     | 29.8 (85.6)                    |
| متوسط درجة الحرارة الكبرى °م (°ف) | −9.6 (14.7)                    | −9.2 (15.4)                    | −5.4 (22.3)                    | 0.2 (32.4)                     | 6.4 (43.5)                     | 13.6 (56.5)                    | 17.0 (62.6)                    | 14.3 (57.7)                    | 8.6 (47.5)                     | 1.1 (34.0)                     | −5.5 (22.1)                    | −8.2 (17.2)                    | 2.0 (35.6)                     |
| المتوسط اليومي °م (°ف)            | −14.7 (5.5)                    | −14.3 (6.3)                    | −10.5 (13.1)                   | −4.8 (23.4)                    | 2.2 (36.0)                     | 9.0 (48.2)                     | 12.4 (54.3)                    | 9.9 (49.8)                     | 4.8 (40.6)                     | −2.1 (28.2)                    | −9.8 (14.4)                    | −13.4 (7.9)                    | −2.5 (27.5)                    |
| متوسط درجة الحرارة الصغرى °م (°ف) | −19.9 (−3.8)                   | −19.4 (−2.9)                   | −15.7 (3.7)                    | −9.8 (14.4)                    | −1.9 (28.6)                    | 4.3 (39.7)                     | 7.3 (45.1)                     | 5.5 (41.9)                     | 1.0 (33.8)                     | −5.3 (22.5)                    | −14.0 (6.8)                    | −18.5 (−1.3)                   | −7.1 (19.2)                    |
| أدنى درجة حرارة °م (°ف)           | −50.5 (−58.9)                  | −48.8 (−55.8)                  | −40.8 (−41.4)                  | −33.7 (−28.7)                  | −19.3 (−2.7)                   | −3.5 (25.7)                    | −1.9 (28.6)                    | −6.2 (20.8)                    | −12.0 (10.4)                   | −30.0 (−22.0)                  | −40.8 (−41.4)                  | −42.0 (−43.6)                  | −50.5 (−58.9)                  |
| الهطول مم (إنش)                   | 18.7 (0.74)                    | 16.2 (0.64)                    | 17.4 (0.69)                    | 18.8 (0.74)                    | 26.8 (1.06)                    | 48.0 (1.89)                    | 68.2 (2.69)                    | 66.3 (2.61)                    | 44.2 (1.74)                    | 35.8 (1.41)                    | 25.5 (1.00)                    | 18.5 (0.73)                    | 405.2 (15.95)                  |
| متوسط أيام هطول الأمطار (≥ 1 mm)  | 6.2                            | 5.4                            | 5.8                            | 5.9                            | 6.9                            | 8.7                            | 11.0                           | 10.6                           | 9.6                            | 8.9                            | 7.8                            | 5.8                            | 92.6                           |
| المصدر: Météo Climat              |                                |                                |                                |                                |                                |                                |                                |                                |                                |                                |                                |                                |                                |

## أعلام
- نيلس جايب